# Arnaldo de Novais Guedes Rebelo
Arnaldo Nogueira de Novais Guedes Rebelo (Vitória, 11 de junho de 1847 - 17 de Setembro de 1917), , foi um militar português.
Foi Governador de Cabo Verde, entre 1901 e 1902. Entre 1902 e 1903, foi Governador de Macau. Em 1905, foi nomeado 112.º Governador da Índia Portuguesa, cargo que exerceu em 1907. Chegou ao posto de General de brigada em 1910.
Recebeu as comendas da Ordem de Avis, de Mérito Militar e Naval de Espanha e as medalhas de comportamento exemplar e o colar com medalha de oiro de reconhecimento de gratidão do Município de Luanda.

## Dados genealógicos
Era filho de Luís Januário Guedes Rebelo e de sua mulher D. Maria Rita de Novais.
Casou a 20 de Janeiro de 1882 com Ana de Jesus Maria de Castro e Lemos (18 de Novembro de 1854 - 3 de Janeiro de 1918), filha de Sebastião de Castro e Lemos de Magalhães e Meneses, senhor da Casa do Covo, em Oliveira de Azeméis.
Filhosː
- Emília de Jesus Maria de Castro e Lemos Guedes Rebelo (8 de Outubro de 1882) casada em 3 de Outubro de 1906 com Manuel dos Santos Sá Pinto Sotomaior (1 de outubro de 1869), capitão de infantaria, filho de Manuel Joaquim dos Santos, capitão de infantaria, e de sua mulher D. Maria do Carmo Felicidade Sá Pinto de Abreu Sotomaior, da Torre de Lanhelas. Com geração.
- Maria Rita de Jesus de Castro e Lemos Guedes Rebelo casada com seu primo D. Luís de Castro, filho do conde de Resende.
- Luís de Jesus Maria de Novais Guedes Rebelo, engenheiro civil, casado com D. Maria Ponces de Carvalho Peixoto, filha do Dr. Francisco Eduardo Peixoto e sua mulher D. Maria Cacilda Ponces de Carvalho. Sem geração[1].